# Sithlord
Sithorden är ett ordenssällskap i det fiktiva Star Wars-universumet. De är seriens antagonister och fiender till jediorden. En medlem i sith kallas Sithlord. Sithlorder nyttjar den mörka sidan av Kraften, till skillnad från Jediorden, som använder den ljusa sidan. De är Jediordens raka motsats och jobbar enbart för att främja sina egna intressen, vilket oftast är galaktisk dominans. Sithlorder bör ej förväxlas med Mörka Jedi, som helt enkelt är Jedi som gått över till den mörka sidan.
Precis som Jediriddare så använder Sithlorder alltid Ljussabel som huvudvapen, men där Jediriddarna har svärdsklingor i olika färger (ofta blått eller grönt) så har en Sithlord alltid en röd svärdsklinga (i sällsynta fall kan lila förekomma).

## Biografi
Sith har sin bas på planeten Korriban. De utrotades i och med krigen mot den Gamla Republiken. Efter fallet av den gamla republiken så består Sithorden endast av en mästare och en lärling, för att förebygga interna stridigheter. Jediorden trodde att den hade utplånat Sithorden men i Star Wars episod I dyker det upp en Sithlord igen - Darth Maul.
Darth Maul dödas i samma film av Obi-Wan Kenobi men man får inte veta vem som är sith-mästaren. I Episod III framgår det att det är Senator Palpatine (som snart utropar sig till kejsare) som är mästaren, med sithnamnet Darth Sidious. Kejsaren förmår Anakin Skywalker att gå över den till den mörka sidan och bli Darth Vader - den mörke lorden av Sith. Som sådan kommer Vader hjälpa kejsaren att spåra upp och döda alla jedi-riddare. EM-mästaren Yoda och Obi-Wan Kenobi lyckas dock genom en omkalibrering av en kod göra så att cirka 20 jedi överlever, förutom de själva.
Sithorden förintades i och med att Sithlorden Sheev Palpatine dödades av Jedin Rey.

## Hur Sithlorder kom till
Ungefär 7000 år före slaget om Yavin 4, som utspelar sig i filmen Stjärnornas krig, var det några Jedi som tycktes hitta den "riktiga" kraften genom kraftig meditation. De trodde att genom att använda känslor, istället för att förkasta dem så skulle man kunna uppnå större kraft och bli mäktigare. De blev så kallade Mörka Jedi.
Det hundraåriga mörkret bröt ut mellan de nya Mörka Jedi och de gamla Jedi, eftersom de gamla Jedi var emot allt vad de Mörka Jedi stod för. Konflikterna slutade med att den gamla republiken bannlyste de Mörka Jedi och deras traditioner. De Mörka Jedi flydde då till den avlägsna planeten Korriban där de upptäckt att det fanns stora mängder mörk energi.
På Korriban bodde även en ganska primitiv art vid namn Sith som hade lärt sig att nyttja kraften på Korriban. Med hjälp av den stora mängden energi och av Sith så kunde de Mörka Jedi bli mäktigare än någonsin och blev snabbt dyrkade av Sith för att de lärde Sith hantera Kraften bättre. De Mörka Jedi på Korriban tog sig då titeln Dark lord of the Sith.

## Darth-titeln
Revan och Malak var de första verifierade sith som bar titeln. Det sägs att darth härstammar från det rakatanska ordet darr, som betyder triumf, eller daritha, som betyder härskare. Andra källor tyder på darr tah, som betyder odödlig på samma språk. Darth Bane hävdar i Book of Sith att ordet inte kommer från något språk alls utan "från de stolta historier om de som har burit titeln". Men vissa säger att det härstammade från ordet dark som betyder mörk. Det är ännu okänt varifrån ordet darth härstammade. Det finns även en teori om att Darth är en förkortning av "Dark Lord of the Sith", men ingen teori är verifierad. Det kan även vara så att ordet är en blandning av de engelska orden dark (mörk) och death (död).
De första kända darth-karaktärerna är följande:
- Darth Andeddu, en kung och gud över Prakith som sökte evigt liv[2].
- Darth Revan, byggde tillsammans med Darth Malak upp ett sithimperium som kunde mäta sig med Republiken i storlek[2].
- Darth Malak, byggde tillsammans med Darth Revan upp ett sithimperium som kunde mäta sig med Republiken i storlek[2].
- Darth Malgus invaderade jeditemplet runt år 2 700 före Slaget om Yavin[2][3].
- Darth Ruin, en mörk jedi som sedan blev en sith och var bland de sista som bar titeln Darth tills Darth Bane återupptog traditionen[2].
- Darth Bane, den som utplånade "Brotherhood of Darkness" med en tankebomb under slaget om Ruusan[2].
- Darth Zannah, Darth Banes lärling[2].

De mest kända Darth-karaktärerna är dock Darth Vader, Darth Tyranus, Darth Maul och de andra karaktärer som har varit med i filmerna.